# 써클라인
써클라인은 경기도 안산시 연고의 안산시의 시내버스 업체이다. 계열사는 안산시의 시내버스 회사인 경원여객이 있다.

## 역사
- 2015년 11월 25일: 경기도 안산시 단원구 신원로에서 스마트케엠티주식회사 법인설립, 민충기 대표이사 취임.
- 2020년 1월 23일: 현 명칭인 주식회사 써클라인으로 상호 변경.

## 현황
2022년 1월 기준이다.
| 운행업체 | 보유 노선수 | 보유 노선수 | 보유 노선수 | 보유 노선수 | 보유 노선수 | 등록 대수 | 등록 대수 | 등록 대수 | 등록 대수 | 등록 대수 |
| -------- | ----------- | ----------- | ----------- | ----------- | ----------- | --------- | --------- | --------- | --------- | --------- |
| 운행업체 | 노선 합계   | 광역급행    | 직행좌석    | 일반좌석    | 시내일반    | 대수 합계 | 광역급행  | 직행좌석  | 일반좌석  | 시내일반  |
| 써클라인 | 5           | -           | -           | -           | 5           | 43        | -         | -         | -         | 43        |

## 보유 노선
- ● 60A번(순환): 중앙역 → 안산터미널 → 성포주공10단지 → 선경A → 성포중학교 → 부곡고등학교 → 호동초등학교 → 일동 행정복지센터 → 상록수역 → 상록구선거관리위원회

- ● 60B번(순환): 중앙역 → 안산터미널 → 성포주공10단지 → 선경A → 월피한양/현대A → 안산성포중학교 → 시낭운동장 → 부곡고등학교 → 부곡초등학교 → 부곡중학교 → 이익선생묘 → 호동초교 → 일동우체국 → 상록수역 → 신안코아 → 감골운동장 → 상록구선거관리위원회 → 석호공원 → 한양대입구 → 보네르빌리지 → 고잔고등학교 → 네오빌6차

- ● 70A번(순환): 선부역 → 동명아파트앞 → 선경아파트 → 안산시외터미널 → 중앙역 → 고잔고등학교 → 양지고등학교 → 그린빌 14.15.17단지 → 신안산대 → 초지역 → 관산초등학교 → 라프리모아파트 → 동명A

- ● 70B번(순환): 동명아파트앞 → 선경아파트 → 안산시외터미널 → 중앙역 → 고잔고등학교 → 양지고등학교 → 그린빌 14.15.17단지 → 신안산대 → 초지역 → 관산초등학교 → 라프리모아파트 → 동명A

- ● 80A번(순환): 안산해솔초등학교 → 그랑시티자이A → 경기테크노파크 → 호수공원 → 안산문화광장 → 중앙역 → 안산터미널 ↔ 한대앞역 ↔ 일동 ↔ 상록수역 → 신안A → 시곡중교 → 사리역 → 사동 → 그랑시티자이A → 안산갈대습지공원

- ● 80B번(순환): 안산해솔초등학교 → 그랑시티자이A → 사동 → 사리역 → 시곡중교 → 신안A → 상록수역 → 일동 → 한대앞역 → 안산터미널 → 중앙역 → 안산문화광장 → 호수공원 → 경기테크노파크 → 그랑시티자이A → 안산갈대습지공원

- ● 90A번(순환): 안산해솔초등학교 → 단원종합병원 → 그린빌15단지 → 초지역 → 자유센터 → 호수공원 → 안산갈대습지 (2025년 7월 21일 신설예정)

- ● 90B번(순환): 안산갈대습지 → 호수공원 → 초지역 → 그린빌15단지 → 단원종합병원 → 안산해솔초등학교 (2025년 7월 21일 신설예정)

- ● 125번 : 홈플러스 시화점 ↔ 시화지구 ↔ 이마트 시화점 ↔ 안산역 ↔ 원곡동 ↔ 선부동 ↔ 와동 ↔ 안산시청 ↔ 안산터미널 ↔ 한대앞역 ↔ 일동 ↔ 상록수역 ↔ 본오동(2021년 3월 31일 태화상운에서 이관)

## 보유차종
- 자일대우버스 - 자일대우 NEW BS106
- 현대자동차 - 현대 그린시티, 현대 뉴 슈퍼 에어로시티
- 현대자동차 - 현대 일렉시티

## 사진

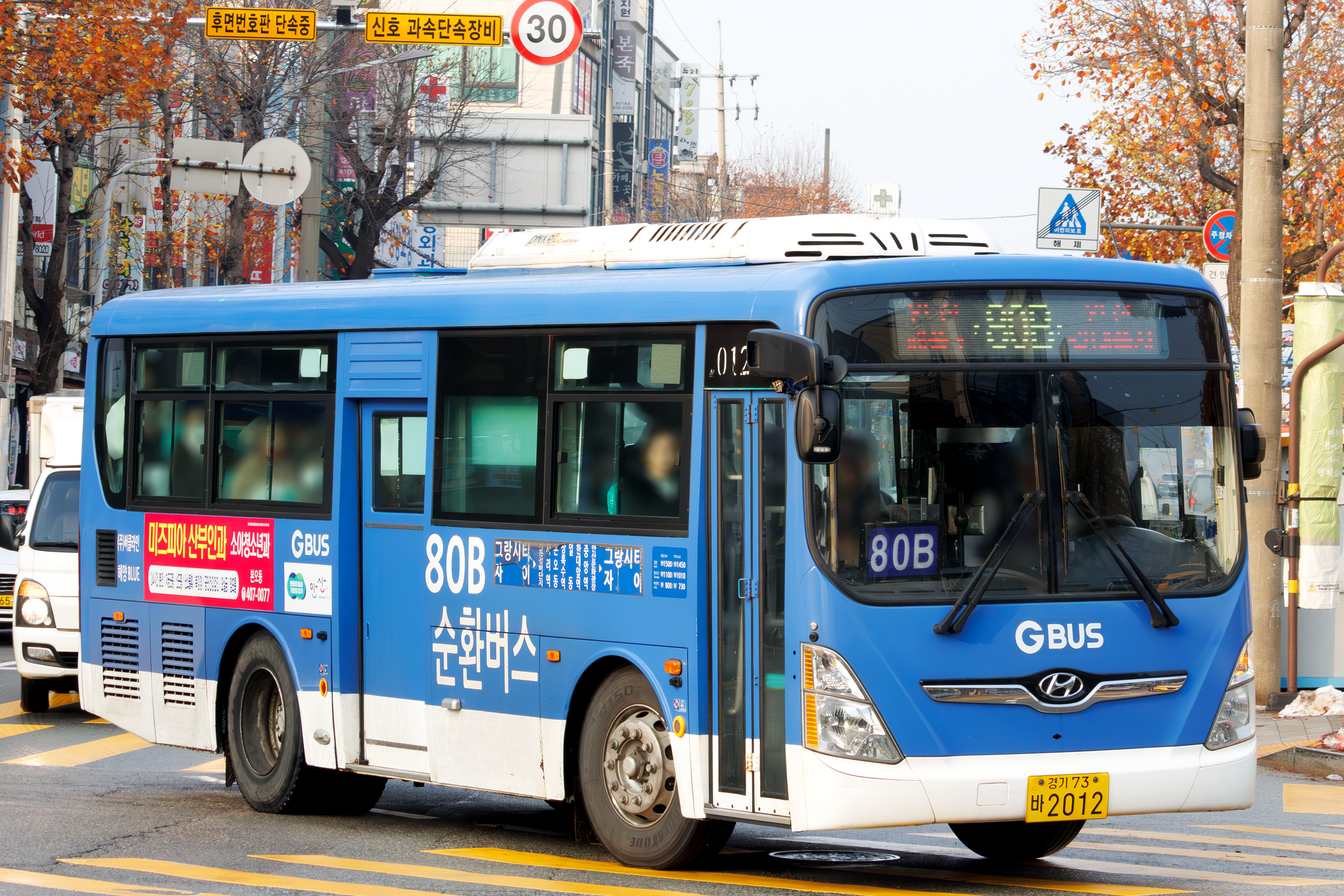
안산시내버스 80B번